# Michel Sogny

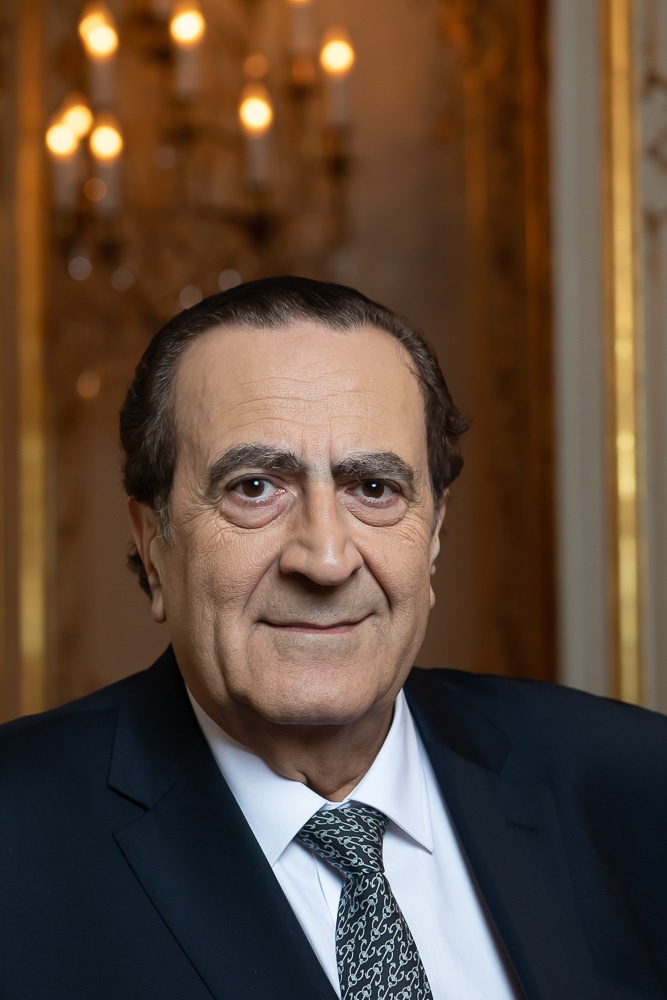
Michel Sogny (2012)

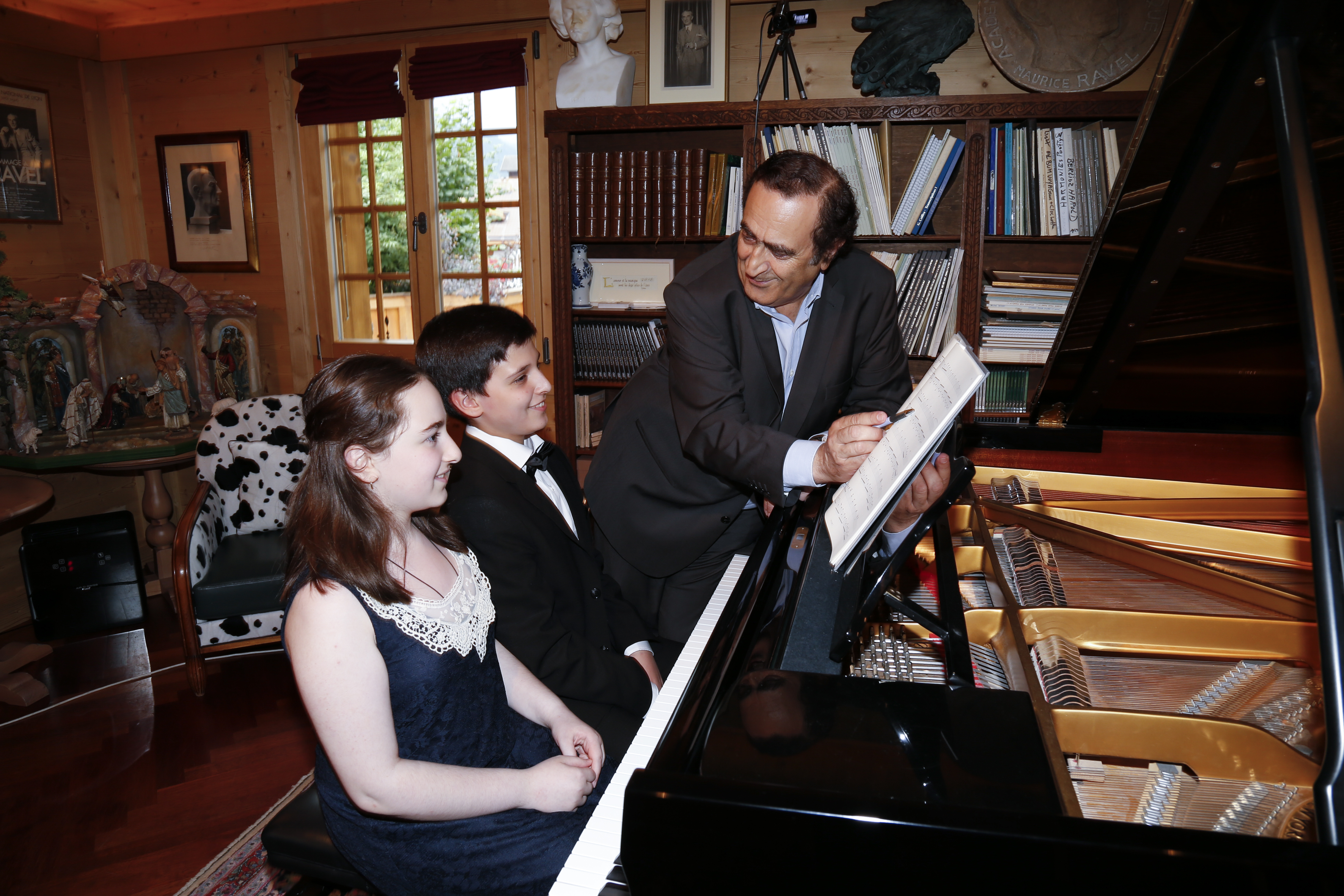
Barbara Tataradze und Ilia Lomtatidze mit Michel Sogny

Michel Sogny (* 21. November 1947 in Pau, Frankreich) ist ein französischer Pianist, Komponist, Musikpädagoge und Autor ungarischer Abstammung. Er entwickelte einen neuen Ansatz für den Klavierunterricht.

## Biografie
Michel Sogny studierte Musik an der École normale de musique de Paris unter der Leitung von Jules Gentile und Yvonne Desportes. Er hat einen Licence-Abschluss in Lettres, eine Maîtrise in Psychologie und einen Doktortitel (doctorat du 3e cycle) in Philosophie, den er 1974 an der Universität Paris I (Panthéon-Sorbonne) erwarb. Thema seiner von Vladimir Jankélévitch betreuten Dissertation war der Prozess des schöpferischen Geistes bei Franz Liszt. 
Er war eines der Gründungsmitglieder der Französischen Franz-Liszt-Gesellschaft, geleitet von Valéry Giscard d’Estaing und Liszts Enkel Blandine Ollivier de Prévaux. Außerdem ist Sogny der Gründer der SOS Talents-Stiftung. 

## Klavierlehrmethode
Die Klaviermethodologie von Sogny wird an Schulen in Paris und Genf unter Nennung seines Namens unterrichtet. Seit 1974 hat die Methode mehr als 20.000 Anhänger gewonnen.
Die Spezifik des Unterrichts basiert auf zwei Hauptrichtungen der Entwicklung. Erstens: einer Reihe von didaktischen Arbeiten namens Prolegomenes, bei denen es sich um kleine Übungen handelt, die die Wahrnehmung einer musikalischen Phrase und eines Klangs effektiv entwickeln. Der Zyklus umfasst bis zu 600 Musikstücke. Die zweite Hauptrichtung ist der Etüdenzyklus, in dem jede technische Barriere gerechnet wird und in einem beschleunigten Tempo die Freigabe der Hand ermöglicht.
Während seines Studiums begann Michel Paris  nach mehreren erfolglosen Versuchen im Alter von 26 Jahren Klavier zu lernen. Nach vierjähriger Arbeit machte er Fortschritte, die es ihm ermöglichten, bei einem öffentlichen Konzert aufzutreten; 1980 und 1981 trat er im Théâtre des Champs-Élysées mit Werken von Liszt auf.
1981 wurde beim Senat ein schriftlicher Antrag auf Erweiterung der Schule von Michel Sogny in ganz Frankreich gestellt.
Michel Sogny ist Autor von klavierdidaktischen Werken, auf deren Grundlage er seine eigene Autorenmethodologie entwickelt hat.  Darunter sind Prolégomènes à une Eidétique Musicale und Paralipomènes à une Eidétique Musicale და Études pour piano.
Er komponierte auch Werke für Klavierkonzerte: Furia, Triptyque, Entrevisions, Dérive, Hommage is Liszt, Aquaprisme, Réminiscentiel, Trois pièces dans le style hongrois, Deux Études de concert, 12  seiner Werke sind nur für rechte Hand.